# Eucithara marerosa
Eucithara marerosa é uma espécie de gastrópode do gênero Eucithara, pertencente à família Mangeliidae.